# Кризов
Кризов (њем. Kriesow) општина је у њемачкој савезној држави Мекленбург-Западна Померанија. Једно је од 69 општинских средишта округа Демин. Према процјени из 2010. у општини је живјело 351 становника. Посједује регионалну шифру (AGS) 13052045.

## Географски и демографски подаци
Кризов се налази у савезној држави Мекленбург-Западна Померанија у округу Демин. Општина се налази на надморској висини од 91 метра. Површина општине износи 20,1 km². У самом мјесту је, према процјени из 2010. године, живјело 351 становника. Просјечна густина становништва износи 17 становника/km².